# Leuatas
Os laguatãs (laguatan) foram uma confederação berbere da Cirenaica durante a era romana. Foi descrita primeiramente como invasora e nômade, mas outros consideraram-na um grupo assentado invasor. Emergiram no final do século III, quando os primeiros grupos começaram a migração para o oeste de suas terras originais no deserto da Líbia. Sob o rótulo de austurianos (quiçá refletindo uma subtribo dominante) invadiram a Cirenaica e Tripolitânia no século IV, e nos anos 520, sob Cabaão, derrotaram os vândalos e adquiriram sua independência. Nos anos 540, o oficial bizantino Sérgio assassinou 80 dos seus líderes durante um banquete, provocando-os à revolta. Uniram-se a outros líderes mouros que também haviam se rebelado, entre eles Antalas, e só foram derrotados pelos esforços do general João Troglita. Procópio chama-os leuatas (em latim: Leuathae; em grego: Λευάθαι), enquanto Coripo chama-os ilaguas e laguantãs. Segundo Coripo, ainda eram pagãos e professavam Gurzil, que foi identificado como o filho de Amom e uma vaca. Na Idade Média islâmica, ibne Caldune os registrou como lauatas (lawata) ou louatas (louata), e afirmou que estavam espalhado nos oásis do Egito do deserto ocidental através da Cirenaica, Tripolitânia ao sul e centro da Tunísia e Argélia oriental.